# Literaturjahr 1933
Liste der Literaturjahre

◄◄ | 1930 | 1931 | 1932 | Literaturjahr 1933 | 1934 | 1935 | 1936 | 1937 | ► | ►►

Weitere Ereignisse

## Ereignisse

### Ereignisse in Deutschland
- 28. Februar: Bertolt Brecht und Helene Weigel gehen ins Exil nach Prag.
- 10. Mai: Die Nationalsozialisten verbrennen auf dem Opernplatz in Berlin 20.000 Bücher missliebiger Autoren. Auch in Hannover und 21 anderen deutschen Universitätsstädten kommt es zu Bücherverbrennungen.

- 12. Mai: Da die Werke von Oskar Maria Graf der Bücherverbrennung 1933 in Deutschland nicht zum Opfer fallen, sie im Gegenteil von den Nationalsozialisten sogar zur Lektüre empfohlen werden, verfasst er in der Wiener Arbeiter-Zeitung die Forderung Verbrennt mich!
- 26. Oktober: 88 Schriftsteller und Schriftstellerinnen veröffentlichen in der Vossischen Zeitung ein Gelöbnis treuester Gefolgschaft zu Adolf Hitler. Der Text wird gleichzeitig auch in anderen Zeitungen wie der Frankfurter Zeitung abgedruckt.

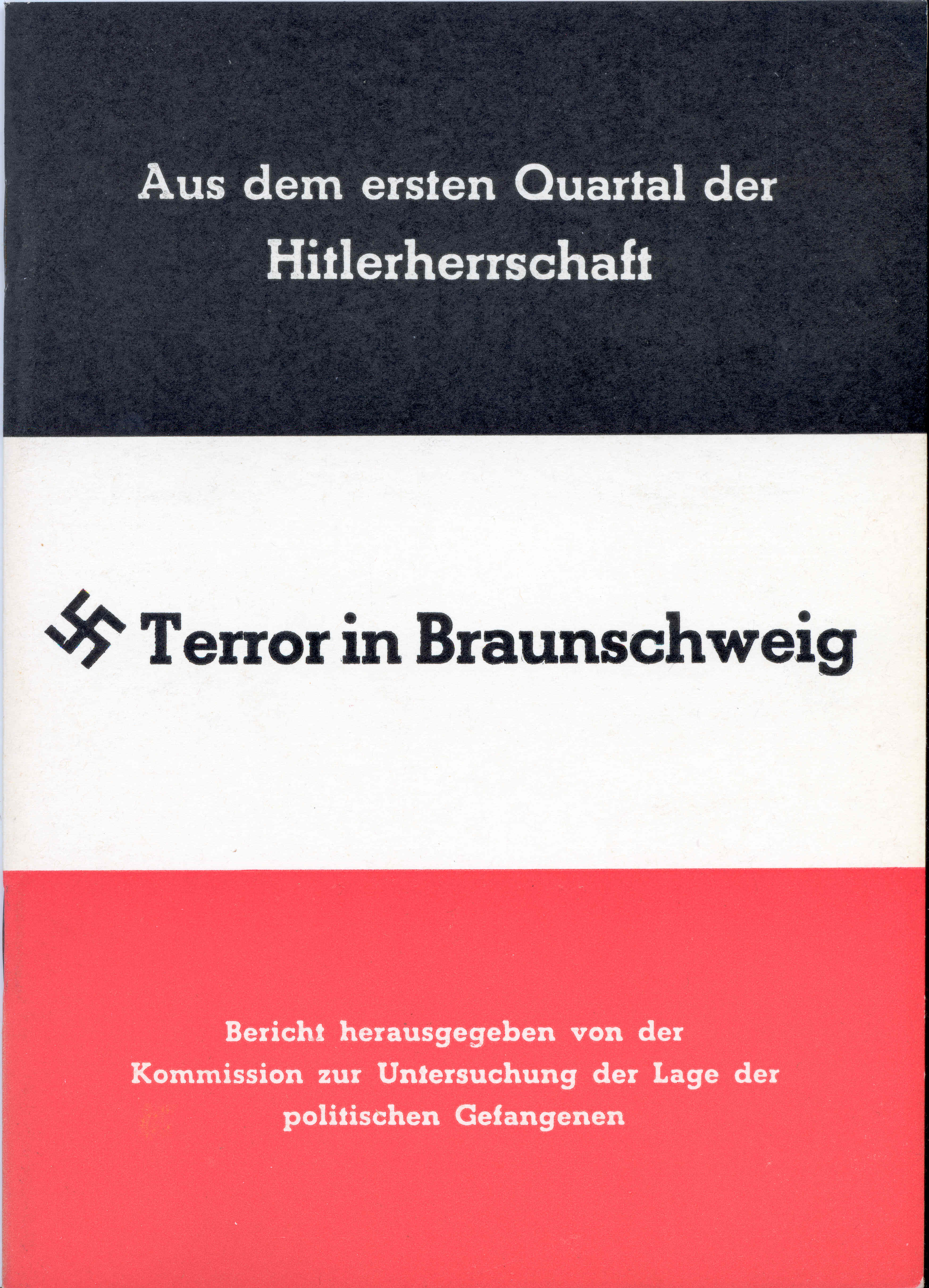
Terror in Braunschweig von Hans Reinowski

- Ende des Jahres: Die 30 Seiten umfassende Broschüre Terror in Braunschweig, Aus dem ersten Quartal der Hitlerherrschaft. Terror in Braunschweig. Bericht herausgegeben von der Kommission zur Untersuchung der Lage der politischen Gefangenen erscheint im Verlag Sozialistische Arbeiterinternationale in Zürich gleichzeitig auf Deutsch, Englisch und Französisch. Autor ist der deutsche SPD-Politiker Hans Reinowski. Bereits kurz nach der sogenannten „Machtergreifung“ der Nationalsozialisten schildert Reinowski in seinem Bericht anhand eigener Erlebnisse bzw. Aussagen von Augenzeugen die Repressalien der neuen Machthaber gegenüber politisch Andersdenkenden. Die Broschüre ist somit eine der frühesten Dokumentationen nationalsozialistischen Terrors nach der Machtübernahme der NSDAP.

### Prosa

#### Deutschsprachige Literatur
- Anfang 1933: Von Karl Jakob Hirsch erscheint beim S. Fischer Verlag die Erzählung Felix und Felicia.
- 11. Februar: Thomas Mann beginnt eine Auslandsvortragsreise zum Thema Leiden und Größe Richard Wagners; er wird erst nach 1945 erstmals wieder nach Deutschland kommen.
- April–Juli/September: Von Leo Perutz erscheint zuerst in sieben Fortsetzungen in der Zeitschrift Die Dame, dann im Paul Zsolnay Verlag der Roman St. Petri-Schnee. Perutz beschreibt den politisch und psychologisch aufgeladenen Roman, in dem er „ein wahnwitziges wissenschaftliches Projekt mit der Geschichte einer fast hoffnungslosen Liebe verknüpfte“, als „vielleicht mein bestes Stück.“
- Oktober: Von Thomas Mann erscheint mit Die Geschichten Jaakobs der 1. Band der Tetralogie Joseph und seine Brüder. Nach der Machtübernahme hat sich Thomas Mann mit seiner Familie am 27. September in Küsnacht am Zürichsee niedergelassen; seine Bücher können noch bis zur Emigration des Fischer-Verlages in Deutschland erscheinen.

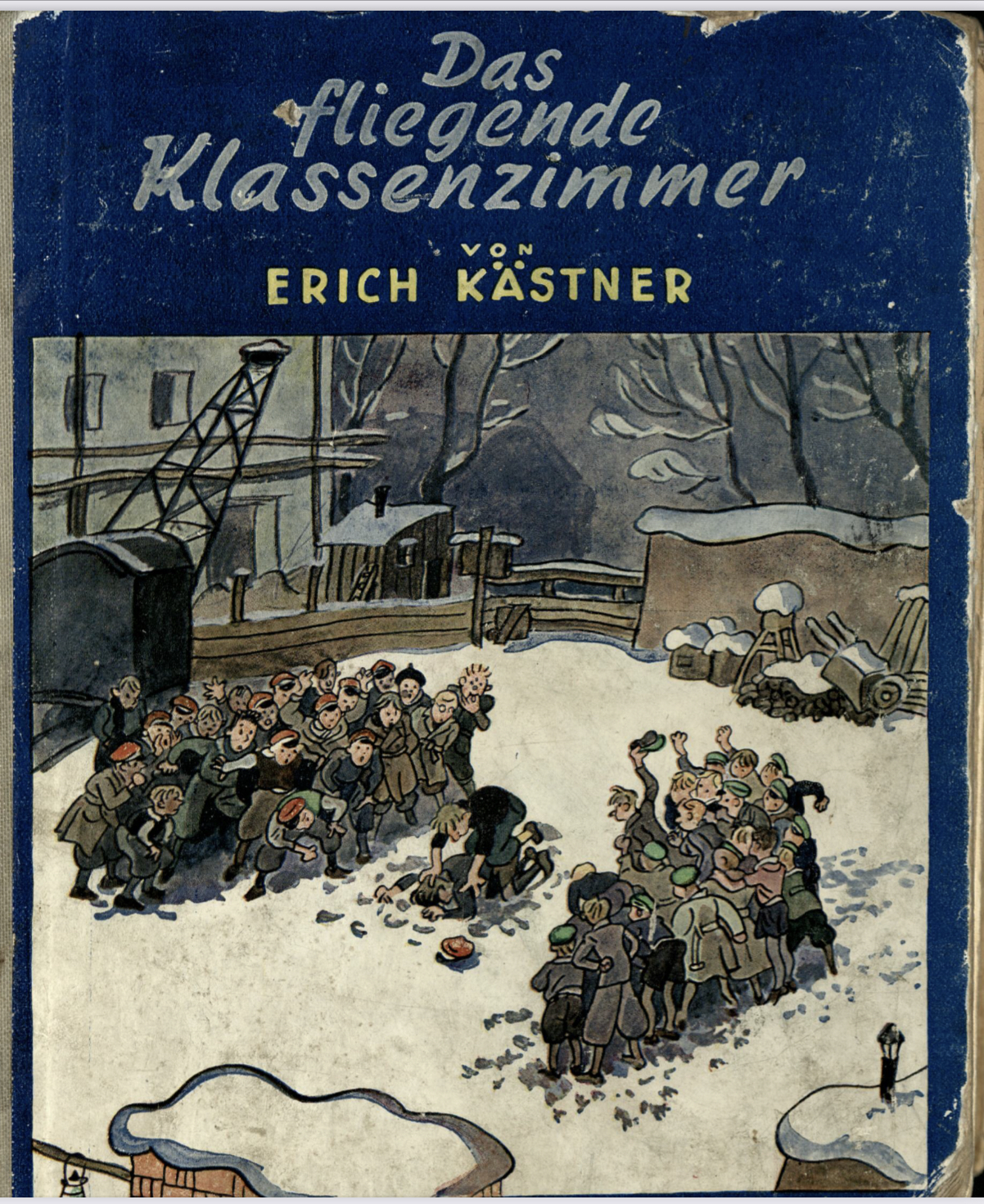
Erstausgabe von Das fliegende Klassenzimmer – Walter Trier 1933

- November: Erich Kästner veröffentlicht den Jugendroman Das fliegende Klassenzimmer. Der Name des jüdischen Titelbildillustrators Walter Trier darf erstmals nicht auf dem Buchband erscheinen.
- November: Von Franz Werfel erscheint der historische Roman Die vierzig Tage des Musa Dagh, in dem der Völkermord an den Armeniern und der armenische Widerstand auf dem Berg Musa Dağı unter der Führung von Moses Der Kalousdian literarisch verarbeitet wird.
- Von der deutsch-schweizerischen Kinderbuchautorin und Märchenerzählerin Lisa Tetzner erscheint das Jugendbuch Erwin und Paul. Es ist der erste Band der Kinderbuch-Reihe Erlebnisse und Abenteuer der Kinder aus Nr. 67. Odyssee einer Jugend, die zu den wichtigsten Werken der Exilliteratur gehört. Als Co-Autor betätigt sich auch Tetzners Ehemann Kurt Held.
- Clara Viebig veröffentlicht den Zeitroman Insel der Hoffnung.
- Von Anna Seghers erscheint die Erzählung Die Stoppuhr in der Reihe Deutsche proletarische Erzähler des Charkower Staatsverlags der nationalen Minderheiten der Ukrainischen SSR.

#### Englischsprachige Literatur
- April: Von Nathanael West erscheint der Roman Miss Lonelyhearts.
- 26. September: In London und New York erscheint zeitgleich James Hiltons Erfolgsroman Lost Horizon, der den Mythos von Shangri-La begründet.
- September: Agatha Christie veröffentlicht ihren 13. Kriminalroman Lord Edgware Dies, in dem Hercule Poirot, Arthur Hastings und Inspector Japp ermitteln.
- September: Von H. G. Wells erscheint der „posthistorische“ Science-Fiction-Roman The Shape of Things to Come.
- 23. Dezember: Right Ho, Jeeves (Dann eben nicht, Jeeves), der zweite Roman von P. G. Wodehouse mit dem Protagonisten Bertie Wooster und seinem Kammerdiener Jeeves, erscheint erstmals als Fortsetzungsgeschichte in der Saturday Evening Post.

- Dorothy L. Sayers veröffentlicht den Lord-Peter-Wimsey-Kriminalroman Murder Must Advertise (Mord braucht Reklame).
- George Orwell verfasst den frühen Erlebnisbericht Down and Out in Paris and London.
- Von Ernest Hemingway erscheint im Verlag Charles Scribner’s Sons die Kurzgeschichtensammlung Winner Take Nothing, die unter anderem die Kurzgeschichten A Clean Well-Lighted Place und A Day’s Wait enthält.

#### Literatur in anderen Sprachen
- Januar bis September: Isaac Bashevis Singer veröffentlicht in jiddischer Sprache seinen Roman Der sotn in Goraj (Satan in Goraj) in Fortsetzungen in der polnischen literarischen Zeitschrift Globus, die Singer zusammen mit seinem Freund Aaron Zeitlin herausgibt.
- Georges Simenon veröffentlicht die Romane Le Coup de lune (Tropenkoller) und La maison du canal (Das Haus am Kanal), mit denen sich der dreißigjährige Schriftsteller bemüht, „fortan nicht mehr allein als der Mann zu gelten, der Maigret-Geschichten schreibt“.
- Der norwegische Schriftsteller Trygve Gulbranssen publiziert im Osloer Aschehoug Verlag seinen Erstlingsroman Og bakom synger skogene (Und ewig singen die Wälder), der zum Weltbestseller wird. Der Entwicklungs-, Bauern-, Generationen- und Schauerroman bildet den ersten Teil der international sehr erfolgreichen Björndal-Trilogie (Bjørndaltrilogien).

### Drama
- 5. März: Die Tragödie Bluthochzeit (Bodas de sangre) von Federico García Lorca wird in Madrid uraufgeführt.
- 2. Oktober: Die Komödie Ah, Wilderness! von Eugene O’Neill wird am New Yorker Broadway uraufgeführt.

### Kabarett
- 1. Januar: Das politische Kabarett Die Pfeffermühle wird in München eröffnet.

### Essay
- Von Tanizaki Jun’ichirō erscheint der lange Essay Lob des Schattens.

### Autobiografie
- Von Vera Brittain erscheint mit Testament of Youth der erste Band mehrerer (auto)biografischer Schriften.

### Bilderbuch
- Von Marjorie Flack erscheint, mit Illustrationen von Kurt Wiese, The Story About Ping.

### Übersetzungen
- Karl Kraus veröffentlicht seine Nachdichtung der Sonette Shakespeares, die er als Reaktion auf die Übersetzung Stefan Georges verfasst hat.

### Periodika
- 17. Februar: Die erste Ausgabe des Nachrichtenmagazins News-Week erscheint in New York.
- 12. Dezember: Deutschsprachige Exilpresse (1933–1945): Die Exilzeitung Pariser Tageblatt erscheint erstmals. Chefredakteur ist Georg Bernhard, sein Stellvertreter Kurt Caro. Die Zeitung erscheint täglich mit einem Umfang von vier Seiten.

### Wissenschaftliche und religiöse Werke
- 3. Juni: In der Enzyklika Dilectissima nobis beklagt Papst Pius XI. die Kirchenverfolgung in Spanien.
- 1. Dezember: In dem sozialhistorischen und soziologischen Werk Casa-grande e senzala, deutsch als Herrenhaus und Sklavenhütte, begründet Gilberto Freyre den „Lusotropikalismus“ und vermittelt die Idee der brasilianischen „Rassendemokratie“.

- Andrei Nikolajewitsch Kolmogorow begründet mit seiner Abhandlung Grundbegriffe der Wahrscheinlichkeitsrechnung die moderne Wahrscheinlichkeitstheorie.

### Preisverleihungen
- Der als Staatenloser in Frankreich lebende Iwan Alexejewitsch Bunin erhält „für die strenge Künstlerschaft, womit er die klassische russische Linie in der Prosadichtung vertritt“, den Nobelpreis für Literatur.

## Geboren

### Erstes Quartal
- 01. Januar: Joe Orton, britischer Dramatiker († 1967)
- 02. Januar: Seiichi Morimura, japanischer Autor von Kriminalromanen († 2023)
- 03. Januar: Maxie Wander, deutsche Fotografin, Journalistin, Drehbuchautorin und Schriftstellerin († 1977)
- 06. Januar: Emil Steinberger, Schweizer Kabarettist, Schriftsteller, Regisseur und Schauspieler
- 08. Januar: Juan Marsé, spanischer Schriftsteller († 2020)
- 09. Januar: Wilbur A. Smith, britischer Schriftsteller († 2021)
- 13. Januar: Ron Goulart, US-amerikanischer Schriftsteller († 2022)
- 16. Januar: Susan Sontag, US-amerikanische Schriftstellerin, Essayistin und Publizistin († 2004)
- 18. Januar: John Boorman, britischer Regisseur, Drehbuchautor, Produzent
- 26. Januar: Andreas Hauff, österreichischer Sänger und Texter († 2021)

- 01. Februar: Reynolds Price, US-amerikanischer Schriftsteller und Literaturwissenschaftler († 2011)
- 04. Februar: Hans Hollmann, österreichischer Regisseur († 2022)
- 14. Februar: Corsino Fortes, kap-verdischer Lyriker († 2015)
- 14. Februar: Manfred Schütz, deutscher Jugendbuchautor und Buchgestalter
- 14. Februar: Robert Shea, US-amerikanischer Schriftsteller († 1994)
- 18. Februar: Vincenzo Consolo, italienischer Schriftsteller († 2012)
- 18. Februar: Gerhard Frey, deutscher Verleger und Politiker († 2013)
- 21. Februar: Gordon Thomas, britischer Journalist und Schriftsteller († 2017)
- 22. Februar: Christopher Ondaatje, britisch-kanadischer Schriftsteller und Unternehmer
- 27. Februar: Edward Lucie-Smith, jamaikanisch-britischer Dichter, Journalist und Kunsthistoriker

- 03. März: Víctor Manuel Leites, uruguayischer Dramatiker († 2016)
- 17. März: Bruno Horst Bull, deutscher Schriftsteller
- 19. März: Philip Roth, US-amerikanischer Schriftsteller († 2018)
- 20. März: Paul Kárpáti, deutsch-ungarischer Übersetzer († 2017)
- 22. März: Eveline Hasler, Schweizer Schriftstellerin
- 22. März: Erik Tohvri, estnischer Schriftsteller († 2020)
- 24. März: Eckart Cordes, deutscher Buchhändler und Literaturvermittler
- 26. März: Tinto Brass, italienischer Regisseur, Produzent und Drehbuchautor
- 29. März: Jacques Brault, französischsprachiger kanadischer Dichter, Essayist und Übersetzer († 2022)

### Zweites Quartal
- 02. April: György Konrád, ungarischer Schriftsteller († 2019)
- 21. April: Helge Hagerup, norwegischer Schriftsteller, Dichter und Dramatiker († 2008)
- 27. April: Rafael Guillén, spanischer Dichter († 2023)
- 29. April: Rod McKuen, US-amerikanischer Singer-Songwriter, Lyriker und Komponist († 2015)

- 12. Mai: Zofia Kucówna, polnische Schauspielerin und Schriftstellerin († 2024)
- 12. Mai: Stephen Vizinczey, ungarisch-kanadischer Schriftsteller († 2021)
- 17. Mai: Jean Vautrin, französischer Schriftsteller und Drehbuchautor († 2015)
- 21. Mai: Olga Savary, brasilianische Lyrikerin, Erzählerin und Übersetzerin († 2020)
- 23. Mai: Ceija Stojka, österreichische Schriftstellerin und Künstlerin († 2013)
- 30. Mai: Sergio Citti, italienischer Filmregisseur, Drehbuchautor und Schauspieler († 2005)

- 02. Juni: Horacio Ferrer, uruguayischer Lyriker und Schriftsteller († 2014)
- 04. Juni: Lisandro Otero, kubanischer Schriftsteller († 2008)
- 08. Juni: John R. Harrison, US-amerikanischer Journalist
- 14. Juni: Jerzy Kosiński, US-amerikanischer Autor († 1991)

### Drittes Quartal
- 09. Juli: Arnfrid Astel, deutscher Lyriker († 2018)
- 09. Juli: Oliver Sacks, US-amerikanischer Neurologe und Autor populärwissenschaftlicher Bücher († 2015)
- 13. Juli: David Storey, britischer Schriftsteller und Dramatiker († 2017)
- 18. Juli: Alicia Steimberg, argentinische Schriftstellerin und Übersetzerin († 2012)
- 20. Juli: Cormac McCarthy, US-amerikanischer Roman-Autor († 2023)
- 21. Juli: John Gardner, US-amerikanischer Schriftsteller und Übersetzer († 1982)
- 21. Juli: Brigitte Reimann, deutsche Schriftstellerin († 1973)
- 22. Juli: Theodor Weißenborn, deutscher Schriftsteller und Essayist († 2021)
- 30. Juli: Irene Ruttmann, deutsche Schriftstellerin
- 31. Juli: Cees Nooteboom, niederländischer Schriftsteller

- 01. August: Antonio Negri, italienischer politischer Philosoph († 2023)
- 02. August: Michel del Castillo, französischer Schriftsteller spanischer Herkunft († 2024)
- 03. August: Philippe Bonzon, Schweizer Schriftsteller
- 09. August: M. T. Vasudevan Nair, indischer Schriftsteller († 2024)
- 16. August: Reiner Kunze, deutscher Schriftsteller
- 22. August: Irmtraud Morgner, deutsche Schriftstellerin († 1990)
- 26. August: Rainer Erler, deutscher Schriftsteller, Drehbuchautor und Filmemacher († 2023)
- 27. August: Kerstin Ekman, schwedische Schriftstellerin
- 27. August: Nancy Friday, US-amerikanische Autorin († 2017)

- 08. September: Michael Frayn, britischer Schriftsteller
- 19. September: Ingrid Jonker, südafrikanische Dichterin († 1965)
- 20. September: Mitsuo Hama, japanischer Schriftsteller und Jugendbuchautor († 2011)
- 22. September: Jesco von Puttkamer, deutscher Wissenschaftler und Buchautor († 2012)
- 23. September: Hiber Conteris, uruguayischer Schriftsteller, Dramatiker, Essayist und Kritiker († 2020)
- 24. September: Geneviève Dormann, französische Schriftstellerin († 2015)

### Viertes Quartal
- 06. Oktober: Louis Begley, US-amerikanischer Schriftsteller
- 06. Oktober: Horst Bingel, deutscher Schriftsteller, Lyriker und Grafiker († 2008)
- 12. Oktober: Klaus Frühauf, deutscher Science-Fiction-Autor († 2005)
- 24. Oktober: Jun’ichi Watanabe, japanischer Schriftsteller († 2014)
- 30. Oktober: Johanna von Koczian, deutsche Schauspielerin, Sängerin und Schriftstellerin († 2024)

- 01. November: Huub Oosterhuis, niederländischer Theologe und Dichter († 2023)
- 03. November: Amartya Sen, indischer Wirtschaftswissenschaftler und Philosoph
- 04. November: Volker Kühn, deutscher Regisseur und Autor († 2015)
- 06. November: Isawa Taka, japanischer Schriftsteller († 1997)
- 09. November: Lucian Pintilie, rumänischer Regisseur, Schauspieler und Drehbuchautor († 2018)
- 11. November: Jerzy Grotowski, polnischer Regisseur und Theatertheoretiker († 1999)
- 11. November: Miriam Tlali, südafrikanische Schriftstellerin († 2017)
- 13. November: Peter Härtling, deutscher Schriftsteller († 2017)
- 15. November: Theodore Roszak, US-amerikanischer Schriftsteller († 2011)
- 18. November: Vasilis Vasilikos, griechischer Schriftsteller († 2023)
- 20. November: Per Wästberg, schwedischer Schriftsteller
- 23. November: Kurt Falk, Zeitungsherausgeber († 2005)

- 18. Dezember: Laura Mancinelli, italienische Mediävistin, Schriftstellerin und Übersetzerin († 2016)
- 26. Dezember: Joe Rosenblatt, kanadischer Dichter, Schriftsteller und Maler († 2019)
- 27. Dezember: Karl Sewart, deutscher Schriftsteller († 2019)
- 28. Dezember: Charles Portis, US-amerikanischer Schriftsteller († 2020)
- 28. Dezember: Franz Rutzen, deutscher Verleger

### Genaues Geburtsdatum unbekannt
- Barbara Antkowiak, deutsche Slawistin, Literaturübersetzerin und Lektorin († 2004)

## Gestorben
- 31. Januar: John Galsworthy, britischer Schriftsteller (* 1867)
- 10. März: Manfred Kyber, deutscher Schriftsteller (* 1880)
- 20. März: Gottfried Stommel, deutscher Dramatiker, Schriftsteller und Librettist (* 1847)
- 30. März: Georg Steinhausen, deutscher Bibliothekar und Kulturwissenschaftler (* 1866)
- 05. April: Earl Derr Biggers, US-amerikanischer Schriftsteller (* 1884)
- 19. April: Adolf Stoltze, deutscher Journalist und Lokaldichter (* 1842)
- 13. Mai: Paul Ernst, deutscher Schriftsteller und Dramatiker (* 1866)
- 16. Mai: John Henry Mackay, schottisch-deutscher Schriftsteller (* 1864)
- 19. Mai: Rudolf Tarnow, plattdeutscher Schriftsteller (* 1867)
- 29. Juni: Olaf Bull, norwegischer Dichter (* 1883)
- 07. August: Felix Fechenbach, deutscher Journalist (* 1894)
- 07. August: Hans Fraungruber, österreichischer Schriftsteller (* 1863)
- 31. August: Theodor Lessing, deutscher Philosoph (* 1872)
- 08. September: Theodor Fritsch, deutscher Publizist (* 1852)
- 18. Oktober: Albert von Trentini, österreichischer Schriftsteller (* 1878)
- 07. November: Jehan Rictus, französischer Schriftsteller und Essayist (* 1867)
- 12. November: Fred Holland Day, amerikanischer Fotograf und Verleger (* 1864)
- 04. Dezember: Stefan George, deutscher Dichter und Schriftsteller (* 1868)
- 16. Dezember: Everett Ellsworth Truette, US-amerikanischer Organist, Komponist, Musikverleger und Autor (* 1861)
- 26. Dezember: Meinrad Lienert, Schweizer Mundart- und Heimatdichter (* 1865)